# 宮本福助
宮本 福助（みやもと ふくすけ）は、日本の漫画家。東京都在住。女性。コメディ漫画を多く描いている。猫を飼っており、『なごみさん』に登場する猫のモデルにもなっている。

## 経歴
高校生の頃より福助堂名義で同人活動を始め、その後就職するも3年で退職。その後数年間、アルバイトを行う傍ら漫画執筆を続け、1999年に『ビッグコミックスピリッツ』（小学館）に持ち込みを行い、第100回スピリッツ賞に入選、デビューを果たす。その後、週刊誌連載漫画のアシスタントを経て、トミオカチハル名義で求人広告誌『Melty』にて東京案内の4ページ漫画『ちはるドットコム』の連載を始め、これにより連載デビューを果たす。しかし連載開始後、僅か1年ほどで雑誌が休刊、連載も終了する。全43話。『ちはるドットコム』については、宮本の公式サイトに掲載されており、閲覧が可能である。
その後、『コミックZERO-SUM』（一迅社）2002年8月号より代表作『拝み屋横丁顛末記』の連載を開始。同作品は現在まで続く長期連載となり、実写ドラマ化やドラマCDといったメディアミックスがなされるなど、一定の人気を得た。
また、『モーニング』（講談社）でも『拝み屋横丁顛末記』と並行して連載を行っており、2011年5月現在までに『この度は御愁傷様です』、『なごみさん』の2作（いずれも完結）を発表している。

## 作品

### 連載作品
- ちはるドットコム（Melty 2001年 - 2003年頃[3]）

月2回連載、4ページの東京案内漫画。初の連載だが、連載誌が開始1年で廃刊となり打ち切りになった。
漫画は宮本の公式サイト内に掲載されており、閲覧が可能である。
- 拝み屋横丁顛末記（コミックZERO-SUM 2002年8月号 - 2017年8月号、全27巻）

代表作。「拝み屋横丁」を舞台に、拝み屋たち霊能力者や霊、その関係者達が織り成すドタバタコメディ漫画。
- この度はご愁傷様です（モーニング 2007年27号、49号、2008年2・3合併号、9号、14号、20号、27号、全7話、全1巻）

「遺産分配はダーツで決めるように」と言い残してこの世を去った父親に、振り回され続ける子供たち（中年）のコメディ。
- なごみさん（モーニング 2010年7号 - 2011年16号、全3巻）

強面だけど甘党の男がとある商店街に喫茶店をオープンしたことで始まる珍騒動。
- となりの外国人（ぽこぽこ 2012年 - 2013年、全2巻）

太田出版のWeb雑誌である「ぽこぽこ」に掲載。べらんめえ口調で少し間違った日本文化の知識を持つ外国人が、主人公一家の隣に引っ越したことで始まるドタバタコメディ。
- 極楽寺ひねもす日記（COMIC BRIDGE online 2018年10月30日 - 2021年6月4日、全2巻）
- 騎士団長 島耕作（コミックZERO-SUM 2019年5月号 - 2021年3月号、全3巻）
- 三島屋変調百物語（COMIC BRIDGE online 2023年4月26日 - 連載中）

### 読切等
- 『コゼロサム』（一迅社）Vol.5、Vol.6
- ゼロサムオリジナルアンソロジーシリーズArcana 8 「執事2」（一迅社）